# Южна Африка
 Тази статия е за географския регион.  За държавата вижте Република Южна Африка.  
Южна Африка е регион, който заема южната част на Африканския континент. Границите му се определят различно от географията и геополитиката, но обикновено включват: Ангола, Република Южна Африка, Намибия, Зимбабве, Замбия, Малави, Ботсвана, Лесото, Есватини, Мадагаскар и Мозамбик, въпреки че Ангола може да бъде отнесена към Централна Африка, а Малави и Мозамбик – към Източна Африка. В този регион някои области са достигнали изключително високи нива на развитие, докато други са напълно изостанали. Голяма част от региона се намира между тропическа и субтропична Африка, в Южното полукълбо.

## Географско положение
Често се приема, че Южна Африка се простира на юг от реките Кунене, Окаванго и Замбези. Това означава, че в региона влизат и петте страни, отнасящи се към Южна Африка (по класификацията на ООН), а също Зимбабве и южната част на Мозамбик.Това е плато на около 1200 m н.в. То е заобиколено от високи планини, които стръмно се спускат към морето. В централната и западната част на Южна Африка има полупустини и пустини, като пустините Калахари и Намибия. В Южна Африка има няколко типа климат: тропически на север, умерено континентален по височините, субтропичен по океаните и пустинен в пустините.
По отношение на природните ресурси, регионът има най-големите в света запаси от платина и други елементи от групата на платината, хром, ванадий и кобалт, както и уран, злато, мед, титан, желязо, манган, сребро, берилий и диаманти.

### Схема на ООН за географските региони и SACU
Съгласно схемата на ООН за географските региони, пет страни образуват Южна Африка:
- Ботсвана
- Есватини (Свазиленд)
- Лесото
- Намибия
- Република Южна Африка

Южноафриканският митнически съюз (SACU), създаден през 1969 г., също съдържа петте страни от световния макрорегион Южна Африка.

### Членки на SADC
Създадената през 1980 г. Общност за развитие на държавите от Южна Африка (SADC) включва:
- Ангола
- Ботсвана
- Коморски острови
- Демократична република Конго
- Есватини (Свазиленд)
- Лесото
- Мадагаскар
- Малави
- Мавриций
- Мозамбик
- Намибия
- Сейшелски острови
- Република Южна Африка
- Танзания
- Замбия
- Зимбабве

## Население
Южна Африка е дом на много народи. Първоначално е бил населен от коренните (местни) африканци бушмени, койкой и пигмеи в широко разпръснати концентрации. Поради разширяването на банту, което измества предишните местни африкански народи към по-отдалечените райони на региона, по-голямата част от африканските етнически групи в този регион, включително кхоса, зулу, тсонга, свази, северни ндебеле и южни ндебеле, тсвани, сото и др., говорят езиците банту. Процесът на колонизация и заселване довежда до значително увеличение на населението с европейски корени (африканери, англоафриканци, португалски африканци и др.), както и такива с азиатски произход (капски малайци, индийски южноафриканци и др.) в много южноафрикански страни.

## Стопанство
Населението се занимава основно със земеделие и животновъдство. Най-много се отглеждат културите: захарна тръстика, кафе, чай, тютюн, лимони, портокали, банани, ананаси, пшеница и царевица. В скотовъдството най-много се отглеждат овце, кози и говеда.
Някои ключови фактори, засягащи продоволствената сигурност в регионите, са политическа нестабилност, лошо управление, засушавания, прираст на населението, урбанизация, бедност, нисък икономически растеж, неадекватна селскостопанска политика, търговски условия и режими, деградация на ресурсите и, напоследък, ръст на заболяванията от ХИВ/СПИН. 
Към началото на 2019 г. част от региона е засегната от суша.